# Чемпионат СССР по лёгкой атлетике в помещении 1973
Чемпионат СССР по лёгкой атлетике в помещении 1973 года прошёл 1—4 марта в Москве на зимнем стадионе «Спартак». К соревнованиям на общих основаниях помимо советских спортсменов были допущены иностранные атлеты из социалистических стран. На протяжении 4 дней были разыграны 23 комплекта медалей.
Чемпионат состоялся в третий раз в истории, и три спортсмена смогли выиграть свою дисциплину на каждом из этих первенств. Это олимпийские чемпионы Виктор Санеев (тройной прыжок) и Надежда Чижова (толкание ядра у женщин), а также Валерий Войкин (толкание ядра у мужчин).
В трёх дисциплинах чемпионами стали иностранные легкоатлеты: Тереза Новак выиграла 60 метров с барьерами, Эрика Рудольф — прыжок в высоту, а Вьорика Вискополяну — прыжок в длину.

## Командное первенство
| Место | Команда        |
| ----- | -------------- |
| 1     | Украинская ССР |
| 2     | Москва         |
| 3     | РСФСР          |

## Медалисты

### Мужчины
| Дисциплина        | Золото                                     | Золото  | Серебро                                        | Серебро | Бронза                                      | Бронза  |
| ----------------- | ------------------------------------------ | ------- | ---------------------------------------------- | ------- | ------------------------------------------- | ------- |
| 60 м              | Александр Корнелюк Москва                  | 6,4     | Валерий Борзов Украинская ССР Киев             | 6,5     | Борис Изместьев Москва                      | 6,6     |
| 100 м             | Владимир Атамась Украинская ССР Киев       | 10,6    | Александр Капачинский Азербайджанская ССР Баку | 10,6    | Владимир Отставнов Азербайджанская ССР Баку | 10,7    |
| 400 м             | Владимир Носенко Украинская ССР Одесса     | 48,2    | Валерий Юдин Москва                            | 48,5    | Евгений Борисенко РСФСР Горький             | 48,7    |
| 1000 м            | Владимир Пономарёв РСФСР Ростов-на-Дону    | 2.23,6  | Станислав Мещерских РСФСР Свердловск           | 2.24,0  | Гайяр Айнетдинов Москва                     | 2.24,3  |
| 1500 м            | Иван Иванов Москва                         | 3.44,7  | Владимир Пантелей Украинская ССР Харьков       | 3.45,4  | Борис Кузнецов РСФСР Свердловск             | 3.45,7  |
| 3000 м            | Юрис Грустыньш Латвийская ССР Рига         | 8.01,4  | Анатолий Недыбалюк Украинская ССР Винница      | 8.02,4  | Арнольд Бейнарович Латвийская ССР Рига      | 8.03,6  |
| 60 м с барьерами  | Анатолий Мошиашвили Грузинская ССР Тбилиси | 7,5     | Марек Юзвик Польша                             | 7,7     | Евгений Мазепа Украинская ССР Одесса        | 7,7     |
| 110 м с барьерами | Евгений Мазепа Украинская ССР Одесса       | 13,8    | Валентин Балахничёв Москва                     | 14,0    | Виктор Мясников Белорусская ССР Минск       | 14,2    |
| Прыжок в высоту   | Валентин Гаврилов Москва                   | 2,20 м  | Юри Тармак Ленинград                           | 2,20 м  | Владимир Хамзин РСФСР Краснодар             | 2,17 м  |
| Прыжок с шестом   | Евгений Тананика Украинская ССР Харьков    | 5,20 м  | Янис Лаурис Латвийская ССР Рига                | 5,20 м  | Юрий Исаков РСФСР Свердловск                | 5,20 м  |
| Прыжок в длину    | Валерий Подлужный Украинская ССР Донецк    | 7,91 м  | Валерий Верескун Украинская ССР Севастополь    | 7,62 м  | Евгений Шубин Ленинград                     | 7,60 м  |
| Тройной прыжок    | Виктор Санеев Грузинская ССР Сухуми        | 16,77 м | Николай Синичкин Латвийская ССР Рига           | 16,56 м | Михаил Барибан РСФСР Краснодар              | 16,49 м |
| Толкание ядра     | Валерий Войкин Ленинград                   | 19,78 м | Арунас Виткявичюс Литовская ССР Вильнюс        | 18,96 м | Александр Барышников Ленинград              | 18,91 м |

### Женщины
| Дисциплина        | Золото                              | Золото  | Серебро                              | Серебро | Бронза                                    | Бронза  |
| ----------------- | ----------------------------------- | ------- | ------------------------------------ | ------- | ----------------------------------------- | ------- |
| 60 м              | Надежда Бесфамильная Москва         | 7,3     | Иванка Валкова Болгария              | 7,4     | Людмила Маслакова Москва                  | 7,4     |
| 100 м             | Анна Синичкина Латвийская ССР Рига  | 11,9    | Роза Бабич Узбекская ССР Ташкент     | 12,0    | Алла Базилина Москва                      | 12,0    |
| 400 м             | Надежда Колесникова Москва          | 54,4    | Любовь Рунцо Белорусская ССР Минск   | 55,6    | Людмила Аксёнова Украинская ССР Киев      | 57,0    |
| 1000 м            | Тамара Казачкова РСФСР Магнитогорск | 2.44,8  | Светлана Стыркина Москва             | 2.45,1  | Тамара Пангелова Украинская ССР Киев      | 2.45,9  |
| 1500 м            | Людмила Брагина РСФСР Краснодар     | 4.16,3  | Тамара Пангелова Украинская ССР Киев | 4.16,6  | Румяна Чавдарова Болгария                 | 4.23,7  |
| 60 м с барьерами  | Тереза Новак Польша                 | 8,0     | Лия Хитрина Украинская ССР Одесса    | 8,1     | Вера Ткаченко Казахская ССР Караганда     | 8,4     |
| 100 м с барьерами | Лия Хитрина Украинская ССР Одесса   | 13,5    | Наталья Лебедева Москва              | 13,9    | Тамара Колесникова Белорусская ССР Гродно | 14,0    |
| Прыжок в высоту   | Эрика Рудольф Венгрия               | 1,86 м  | Галина Филатова РСФСР Ярославль      | 1,80 м  | Алла Федяева РСФСР Омск                   | 1,77 м  |
| Прыжок в длину    | Вьорика Вискополяну Румыния         | 6,34 м  | Любовь Ильина РСФСР Ростов-на-Дону   | 6,22 м  | Маргарита Трейните Литовская ССР Каунас   | 6,16 м  |
| Толкание ядра     | Надежда Чижова Ленинград            | 19,25 м | Антонина Иванова Москва              | 17,90 м | Елена Кораблёва Ленинград                 | 17,62 м |